# Домну
До́мну — «демонічна» богиня в ірландської міфології, яка очолює міфічних істот фоморів. Ім'я означає «прірва» або «морська безодня». Мати Індеха, царя фоморів.

## Зовнішній вигляд
Домну має дещо демонічний вигляд, звичайно зображується з оленячими або цапиними рогами на голові, і в шкурах жертовних тварин.

## Місце життя
Домну живе в підземному світі разом зі своїми фоморами. Колись (після того, як Індех, син Домну, був убитий у другій битві при Маг Туіред і все військо фоморів було розгромлено) більшість демонів-фоморів було вигнано з Ірландії, а Домну, разом з рештою фоморів, залишилася назавжди замкненою в підземному світі.